# Берлин, Берлин
«Берлин, Берлин» (нем. Berlin, Berlin) — немецкий молодёжный телесериал, выходивший с 2002 по 2005 годы в вечернем эфире на канале Das Erste. Несмотря на большой успех у зрителей, сериал был закрыт после четырёх сезонов по причине ухода из сериала актрисы, исполняющей основную роль. Сериал также транслировался в нескольких странах. В России сериал был показан каналом MTV Russia в 2009 году.

## Сюжет

### Сезон 1
Главная героиня сериала — Лола, которая после окончании школы переселяется из маленького провинциального городка в Берлин, чтобы быть ближе к своему парню Тому, который незадолго до этого в письме сообщает ей, что рвёт с ней отношения. В Берлине Лола поселяется у своего кузена Свена, у которого после ухода жены с сыном в большой квартире оказалось довольно много места для одного человека. Вскоре Лола узнаёт, что у Тома появилась новая девушка — Бернадетта. Кроме того, Лола знакомится с бывшей девушкой Бернадетты — Розалией, вместе с которой они договариваются разлучить влюблённую парочку. Розалия также поселяется в квартире вместе со Свеном и Лолой. Втроём они организуют коммунальную квартиру.
Лоле нравится жизнь в большом городе и она решает остаться жить в Берлине. Вскоре Лола и Свен сближаются и влюбляются друг в друга, а Розалия становится её лучшей подругой. Также в сериале появляется Харолт — лучший друг Свена.

### Сезон 2
Жизнь разлучает Лолу со Свеном и Розалией, которые покидают город, следуя своему жизненному пути. Поначалу впав в депрессию, Лола вскоре находит новую подругу в лице Сары и новую любовь в лице Алекса. Однако вскоре Свен снова возвращается в город и снова ставит всё с ног на голову в жизни Лолы. Лола, Свен и Алекс образуют «любовный треугольник». У Сары завязывается роман с Хартом.

### Сезон 3
Лола, Свен и Алекс решаются на полиаморные отношения. Однако они не выдерживают такого вида отношений и в результате Свен и Алекс оставляют Лолу. Лола остаётся одна. Вскоре она знакомится с Веро, которая давно влюблена в Свена. Позже у Веро и Свена завязываются отношения. Но Лола понимает, что у неё до сих пор имеются чувства к Свену. Однако она не хочет разрушать отношения Свена и Веро, поэтому решает принять предложение о работе и уехать в Штутгарт.

### Сезон 4
После пары месяцев в Штутгарте Лола решается вернуться в Берлин, так как жизнь в Штутгарте не соответствует её жизненным взглядам. Вскоре у Лолы завязывается короткий роман с Феликсом, который довольно быстро терпит неудачу. В очередной раз Лола понимает, что её чувства к Свену ещё довольно сильны. И хотя Свен также не может забыть Лолу, однако он теперь с Веро и готовится к свадьбе с ней. Но в конце концов, всё заканчивается хэппи-эндом, и влюблённые находят друг друга.

## В главных ролях
- Фелицитас Волль — Карлотта «Лола» Хольцман
- Ян Сосниок — Свен Элерс
- Сандра Боргман — Розалия Буцке
- Рея Хардер — Сара Херман
- Матиас Шлоо — Алекс Вайнгарт
- Матиас Климза — Харт
- Александра Нельдель — Веро Голь-Завацки

## Премии и номинации
В 2004 году сериал был награждён немецкой телепремией Deutscher Fernsehpreis в категории «Лучший ситком» и Международной телепремией «Эмми» в категории «Лучшая комедия» (за эпизод 47). В 2005 году сериал также был выдвинут на Международную премию «Эмми», но не получил приза.
Фелиситас Воль, главная актриса сериала, также была отмечена несколькими премиями как лучшая главная актриса ситкома: телепремией Deutscher Fernsehpreis в 2002 году, Adolf-Grimme-Preis в 2003 году и премией Rose d’Or в 2004 году.
Автор сериала Давид Сафир также удостоился в 2003 году премии Adolf-Grimme-Preis за лучший сценарий. Кроме того, в 2002 году он был номинирован на премию Deutscher Fernsehpreis.